# Izbugyabéla
Izbugyabéla (1899-ig Izbugyabéla-Valentócz, szlovákul: Zbudská Belá) község Szlovákiában, az Eperjesi kerület Mezőlaborci járásában.

## Fekvése
Mezőlaborctól 18 km-re, délkeletre fekszik.

## Története
1463-ban „Bela” néven említik először. Az Izbugyai család, majd a 18. században a Boronkay és más családok birtoka volt. 1715-ben 16 lakatlan és 10 lakott háza állt. 1787-ben 77 házában 553 lakos élt.
A 18. század végén Vályi András így ír róla: „Izbugya Bella. Tót falu Zemplén Vármegyében, birtokosa Boronkay Uraság, lakosai katolikusok, fekszik Alsó Csebinyéhez nem meszsze, határja az említett falunak tulajdonságaihoz hasonlító, második Osztálybéli.”
A 19. században a Szirmay, Dessewffy, Vladár és mások voltak a birtokosai. 1828-ban 77 házát és 576-an lakták. Lakói mezőgazdasággal, erdei munkákkal foglalkoztak.
Fényes Elek 1851-ben kiadott geográfiai szótárában így ír a faluról: „Izbugya-Bela, orosz falu, Zemplén vgyében, Papina fiókja, 8 r., 570 g. kath., 7 zsidó lak., gör. anyaszentegyházzal; 1251 h. szántófölddel. F. u. Szirmay, Dessewffy, Vladár, s m. Ut. p. Nagy-Mihály.”
1880 és 1900 között sok lakosa kivándorolt.
Borovszky Samu monográfiasorozatának Zemplén vármegyét tárgyaló része szerint: „Izbugyabéla, ruthén kisközség a Laborcz völgyében 95 házzal és 463, nagyobbára gör. kath. vallású lakossal. Postája, távírója és vasúti állomása Radvány. A századok folyamán ugyanazok voltak az urai, mint Izbugyának; csakhogy 1575-ben Maturnay Annát iktatják egy rész birtokába, míg az 1598-iki összeíráskor a Wiczmándyak mellett Asguthy Mihály, Nyárády Albert, Palocsay György, Füzy Imre és Bogáthy Mihály vannak birtokosokként felsorolva. Újabbkori urai a Szirmayak, Dessewffyek s a Valdárok. E községgel volt egyesítve Valentócz község, mely 1550-ben Drugeth Imre, Gábor, Gáspár és Ferencz birtoka; 1587-ben Malikóczy Miklóst és Gábort iktatják egyes részeibe. Tíz évvel később már Füzy Imre és Palocsay György az urai. Későbbi birtokosai ugyanazok voltak, mint a vele egyesített Izbugyabéláé. A községben gör. kath. templom van, mely 1770-ben épült. Ide tartozik Mászó-puszta is.”
1920 előtt Zemplén vármegye Mezőlaborci járásához tartozott.

## Népessége
| Év:            | 1994. | 2004.    | 2014.   | 2024.   |
| -------------- | ----- | -------- | ------- | ------- |
| Emberek száma: | 179   | 130      | 126     | 114     |
| Eltérés:       |       | -27,37 % | -3,07 % | -9,52 % |

| Év:            | 2023. | 2024.   |
| -------------- | ----- | ------- |
| Emberek száma: | 116   | 114     |
| Eltérés:       |       | -1,72 % |

1910-ben 493, túlnyomórészt ruszin lakosa volt.
2001-ben 161 lakosából 99 ruszin és 52 szlovák volt.
2011-ben 131 lakosából 75 ruszin és 41 szlovák.

## Neves személyek
- Itt született 1886-ban Irina Nevická ruszin származású szlovák író.

## Nevezetességei
- A Mennybemenetel tiszteletére szentelt görögkatolikus temploma 1770-ben épült.